# Krnov-Chomýž
Krnov-Chomýž – zlikwidowany przystanek kolejowy w Karniowie (w dzielnicy Chomýž), w kraju morawsko-śląskim, w Czechach. Znajdował się na linii biegnącej z Karniowa do Głuchołaz (obecnie według oznaczeń czeskich jest to część linii nr 292, a według oznaczeń polskich nr 333).